# Корупція в Болгарії
Корупція (від лат. corrumpere — псувати) — протиправна діяльність, яка полягає у використанні службовими особами їхніх прав і посадових можливостей для особистого збагачення; підкупність і продажність громадських і політичних діячів.
Корупція в Болгарії є однією з центральних проблем в уряді країни. До кінця 1990-х років, проблема корупції стала однією з центральних проблем у Болгарії. З тих пір боротьба з корупцією була у верхній частині порядку денного уряду. Незважаючи на це, в країні «систематично демонструється дуже високий рівень сприйняття корупції».
Болгарія вважається однією з найбільш  корумпованих держав-членів Європейського Союзу. Про це відомо з доповіді Transparency International, яка була опублікована 27 січня 2016 року. Висновок доповіді складений на основі опитування експертів з усього світу на такі теми, як вільна преса, цілісность і незалежність судової системи. Серед 28 країн ЄС, Болгарія знаходиться на найнижчих позиціях. У 2015 році Європейська комісія встановила, що Болгарія майже нічого не зробила для того, щоб зупинити хвилю корупції та організованої злочинності.
Опитування громадян показало, що 76 % опитаних уважають, що політичні партії корумповані і 86 % опитаних вважають, що судова система корумпована.

## Індекс сприйняття корупції
Індекс сприйняття корупції (англ. Corruption Perceptions Index, CPI) — щорічний рейтинг країн світу, що укладається організацією Transparency International з 1995 року. Країни в рейтингу впорядковані за показником рівня корупції, який базується на оцінках підприємців та аналітиків. У рейтингу за 2015 рік відображено сприйняття корупції у 167 країнах за шкалою від 100 (немає корупції) до 0 (сильна корупція).
Відповідно до Індексу сприйняття корупції 2016 року, Болгарія займає 75-е місце з 176 країн у сфері корупції. Індекс дає Болгарії  41 бал із 100. Чим нижчий бал, тим більша корупція існує в цій країні.
У „Індексі сприйняття корупції“ країни з низьким рейтингом мають „ненадійні та погано функціонуючі державні установи, такі як поліція та судова влада“. Часто антикорупційні закони ігноруються.

## Види корупції

### Лобіювання
Лобізм, лобіювання (англ. lobbyism, lobbying) — скоординована практика обстоювання інтересів або чинення тиску на законодавців і чиновників неурядовими організаціями, фінансово-промисловими групами чи етнічними спільнотами на користь того або іншого рішення. Лобізм також передбачає діяльність зацікавлених осіб, яка сприяє ухваленню органами влади тих або інших рішень, з використанням формальних і неформальних відносин в органах влади. Передусім йдеться про захист інтересів не якоїсь окремої компанії, а цілої галузі. Іноді асоціюється з корупцією і нелегальними методами впливу на прийняття рішень урядовими структурами, хоча лобізм не обов'язково передбачає підкуп державних працівників. Представники зацікавлених груп називаються лобістами, а їх групи лобі.
Дослідження „Транспаренсі Інтернешнл-Болгарія“ за 2014 рік показало, що лобіювання в основному не регулюється і відбувається за межами закритих дверей. „Звіт лобіювання в Болгарії: інтереси, вплив, політика“ показує, що існує значний дефіцит прозорості, цілісності та рівності доступу щодо впливу на процес прийняття державних рішень в країні». Дослідження використовувало структуру з проєкту «розкриття правди про лобіювання». В рамках цієї методології Болгарія отримала «загальну оцінку всього лише 25 %». Прозорість Болгарії оцінили в 13 % балів; цілісність 25 %;  безкоштовна якість доступу, 38 %. До 2014 року в парламенті Болгарії було внесено чотири законопроєкти, однак жоден із законопроєктів не був прийнятий .

### Фальсифікація виборів
Фальсифікація результатів виборів — це незаконне втручання в процес виборів. Фальсифікації впливають на підрахунок голосів з метою спотворити результати виборів, чи то за рахунок збільшення частки голосів за певного кандидата, чи зменшення частки голосів «чужого» кандидата, або обох цих способів. Фальсифікації виборів перебувають поза законом в більшості країн.
Виборче шахрайство в Болгарії — це головна проблема. Під час виборів 2014 року телефонна лінія допомоги «Транспаренсі Інтернешнл» в Болгарії «розривається» від дзвінків. Організація отримала 202 скарги щодо виборів 2014 року. Одним з трьох головних скарг, отриманих під час виборів у Болгарії, є купівля голосів.
Наприклад, місцевий власник паба в невеликому селі Ромів виплатив виборцям від 40 до 55 доларів США в американській валюті, щоб вони обрали певного кандидата. Власник повинен був бути впевнений, що політична партія, яка платить йому, переможе в цьому селі; якщо цього не станеться, гроші не будуть виплачені.

### Судова влада
Верховна судова колегія Болгарії, яка відповідає за кадрову політику в судовою системі країни, має високий рівень автономії відповідно до закону. Проте вона була залучена до ряду скандалів протягом багатьох років, що свідчить про те, що вона була піддана зовнішнім впливам на свої рішення.

### Неефективне державне управління
В Болгарії ВВП на душу населення еквівалентно 16 300 дол. США, що менше половини середнього показника європейських країн. Це найбідніша країна в Європейському Союзі. До 2014 року болгарський уряд був звинувачений в неправильному управлінні економікою.